# 伊王野資信
伊王野 資信（いおうの/いおの すけのぶ）は、戦国時代から安土桃山時代にかけての武将。那須氏の家臣。伊王野氏20代当主。下野国伊王野城主。
伊王野氏は那須氏庶流で那須七騎の一つ。
資信は天文18年（1549年）の喜連川五月女坂の戦いで宇都宮方に与した。天正18年（1590年）の小田原征伐では、遅参したものの本領である伊王野740石は安堵された。文禄元年（1592年）から始まった文禄・慶長の役では加藤清正の軍に属した。蔚山の戦いで奮戦し、清正や浅野長政に賞賛された。
慶長5年（1600年）の関ヶ原の戦いでは東軍に属し、上杉景勝に備える。同年9月14日に上杉勢が伊王野城に侵攻してくると、関山で交戦し撃退した。戦後、この功により2000石を加増され、2740石となったが、戦傷によって長男・資重が間もなく病死したため、次男・資友が嫡子となって伊王野氏を継いだ。